# Кейтли, Томас
Томас Кейтли (англ. Thomas Keightley; 1789—1872) — ирландский писатель и фольклорист, уроженец Дублина.
Наиболее известен своими трудами по истории мифологии и фольклора, в том числе книгой «Сказочная мифология» (англ. «Fairy mythology», 1828), впоследствии переизданной под названием
«Всемирный путеводитель по гномам, феям, эльфам и другим маленьким существам» (англ. The World Guide to Gnomes, Fairies, Elves, and Other Little People, издания 1880, 1978, 2000 и т. д.). Будучи пионером в изучении фольклора, он был, по оценкам современных учёных, одним из «ранних и значительных собирателей фольклора». Кейтли считал, что схожие сюжеты, имеющиеся в мифологии разных стран, не означают механическое заимствование, а могут возникать независимо в разных культурах.
По просьбе известного английского педагога и реформатора образования Томаса Арнолда Кейтли создал серию учебников по истории Англии, Греции и других стран, которые использовались в школе Рагби, а также в других государственных школах.
Перу Кейтли также принадлежат «Мифология древней Греции и Италии» (англ. «Mythology of ancient Greece and Italy»; 4 изд. 1887), «История крестоносцев» (англ. «History of the crusaders» 1852), «Тамплиеры и другие тайные общества Средневековья», книгу о Мильтоне «Life, opinions etc. of Milton» и другие книги.

## Биография
Томас Кейтли родился в Дублине в 1789 году в семье Томаса Кейтли из Ньютауна (графство Килдэр), поступил в Тринити-колледж в 1803 году, где изучал юриспруденцию, но из-за плохого здоровья был вынужден отказаться от профессии юриста.
В 1824 году Кейтли поселился в Лондоне, где занимался литературной работой и журналистикой. По некоторым сведениям, Кейтли внёс свой вклад в составление книги Томаса Крокера «Волшебные легенды Южной Ирландии» (1825), хотя этот факт не получил должного внимания . Его перу принадлежит как минимум одна сказка собственного сочинения: «Души в клетках», неизвестная Крокеру и другим фольклористам.
Некоторое время Кейтли жил в Италии, где переводил сказки из Пентамерона и «Приятных ночей» Джованни Страпаролы, а также завязал дружбу с итальянским поэтом и карбонарием Габриэле Россетти, главой известной семьи поэтов и художников. Кейтли опубликовал ряд переводов произведений средневековых европейских авторов; по собственному заявлению Томаса, он владел в общей сложности двадцатью языками и диалектами. Среди переведённых Кейтли есть ряд произведений, редко переводившихся на английский язык, включая расширенную прозаическую версии Ожье Датчанина, в которой герой попадает в волшебную страну Феи Морганы, а также шведские средневековые баллады о никсах и эльфах, такие как «Сила арфы» и Herr Olof.
Кейтли разделял взгляды Габриэле Россетти на Данте и стал одним из немногих не-итальянцев, которые в детстве общались с Данте Габриэлем Россетти и его братьями и сёстрами. Книга Кейтли «Сказочная мифология» была одной из книг Данте Габриэля, которую он изучил до десятилетнего возраста.
Брат Данте Габриэля Уильям Россетти отмечал в своих воспоминаниях, что у Томаса Кейтли был «его племянник и приемный сын, мистер Альфред Чаворт Листер», который стал близким другом Уильяма. Воспоминания членов семьи Россетти содержат и некоторые другие сведения о частной жизни Кейтли. В частности, запись Уильяма о спиритическом сеансе в доме Кейтли в Бельведере (Лондон) 4 января 1866 года, забавная сама по себе, упоминает присутствовавших на сеансе «двух мисс Кейтли» и вызывавшийся дух умершего в 1856 году родственника по имени Уильям Самуил Кейтли. Уильям также отмечает, что к этому времени Кейтли стал «глух как камень», подобно антиквару Сеймуру Киркапу, который общался с Кейтли по вопросам спиритизма и визионерства.